# Drocourt (Pas-de-Calais)
Drocourt ist eine französische Gemeinde mit 2.952 Einwohnern (Stand: 1. Januar 2022) im Département Pas-de-Calais der in der Region Hauts-de-France. Sie gehört zum Arrondissement Lens und zum Kanton Hénin-Beaumont-2.

## Geographie
Die Gemeinde Drocourt liegt im Verdichtungsraum des Nordfranzösischen Kohlereviers, acht Kilometer südöstlich der Stadt Lens und zwölf Kilometer westnordwestlich der Stadt Douai. Umgeben wird Drocourt von den Nachbargemeinden Hénin-Beaumont im Norden, Izel-lès-Équerchin im Südosten, Bois-Bernard im Süden sowie Rouvroy im Westen.

## Geschichte
An die lange Steinkohlebergbau-Tradition erinnern heute noch ein altes Zechengelände und die ehemalige Bergarbeitersiedlung Cité de la Parisienne.

## Bevölkerungsentwicklung
| Jahr      | 1962 | 1968 | 1975 | 1982 | 1990 | 1999 | 2006 | 2012 | 2022 |
| Einwohner | 2475 | 2361 | 3035 | 3458 | 3341 | 3104 | 2945 | 2978 | 2952 |

## Sehenswürdigkeiten

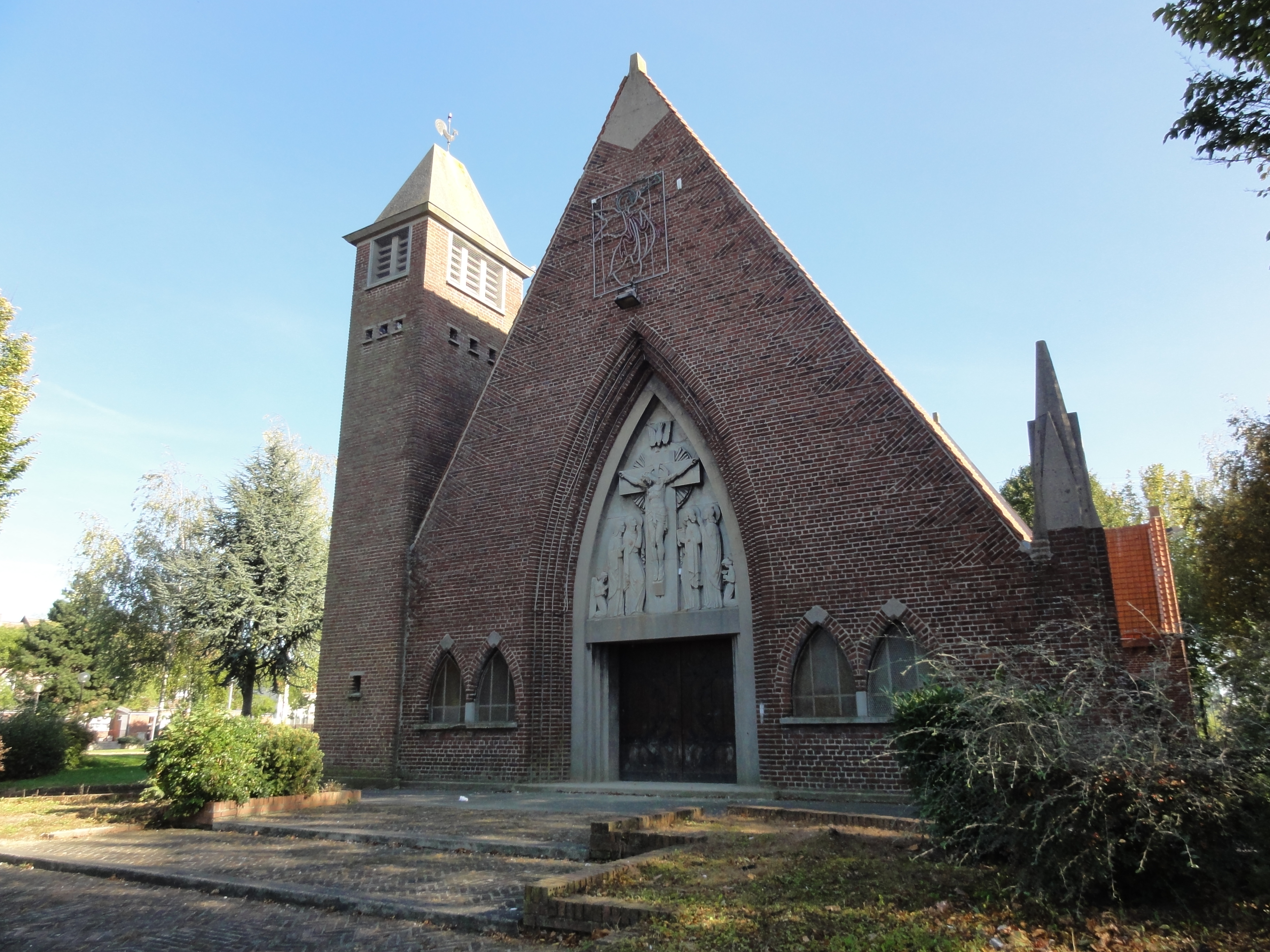
Kirche Sainte-Barbe
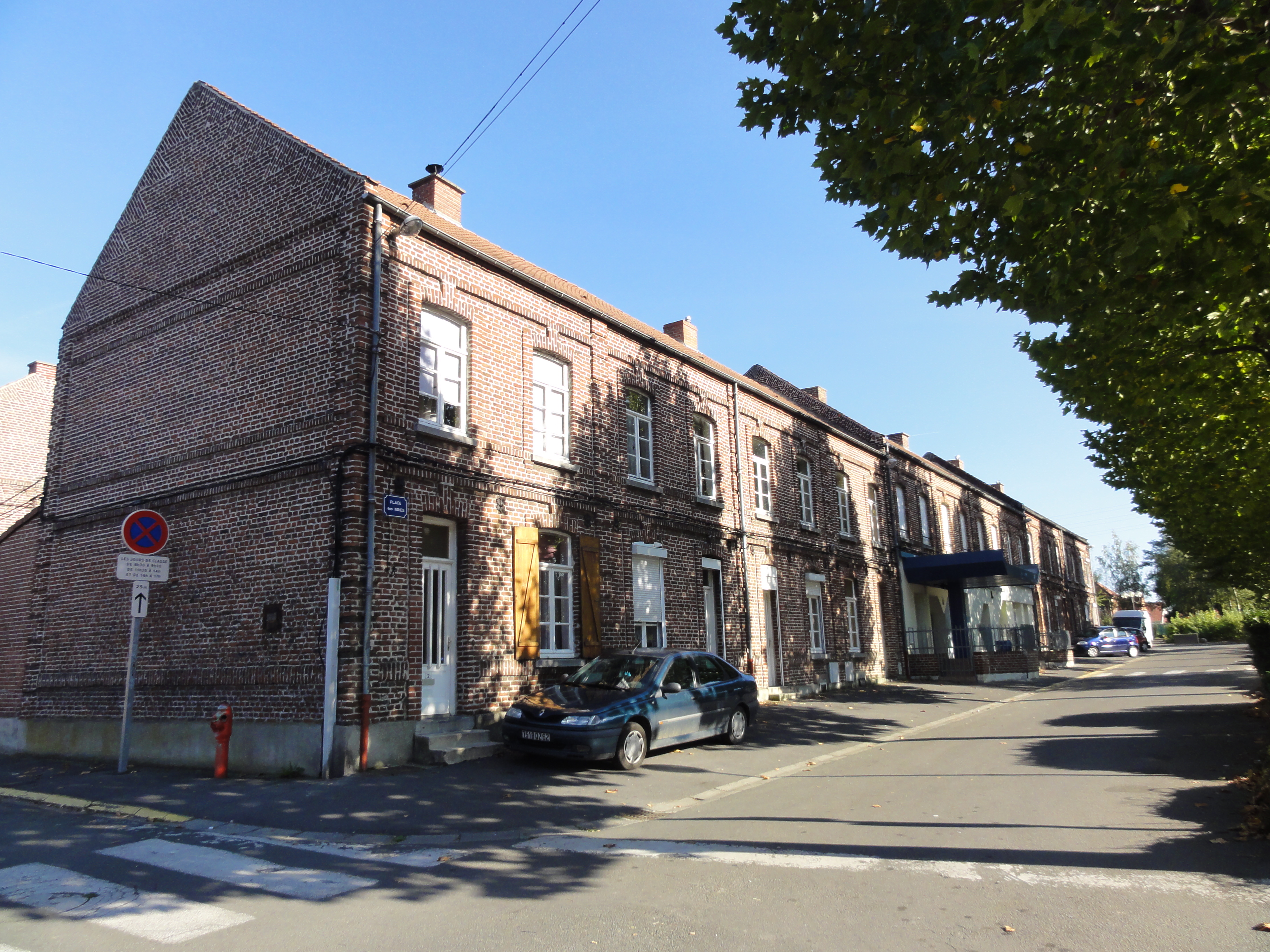
Bergarbeiterhäuser in der Rue Basse

- Freizeitpark Parc des Îles
- Alte Zeche Nr. 1
- Wasserturm

- Kirche Sainte-Barbe
- Bergarbeiterhäuser in der Rue Basse

## Gemeindepartnerschaft
Mit der polnischen Gemeinde Tokarnia in der Woiwodschaft Karpatenvorland besteht eine Partnerschaft.